# Eutiquio de Constantinopla
Eutiquio (c. 512 - 5 de abril de 582) fue patriarca ecuménico de Constantinopla de 552 a 565 y de 577 a 582. Está considerado santo en las tradiciones cristianas católicas y ortodoxas. Su fiesta es celebrada por la Iglesia ortodoxa el 6 de abril y es mencionado en el Corpus Juris de la Iglesia Católica. Sus mandatos, que ocurrieron durante el reinado del emperador Justiniano I, estuvieron marcados por controversias, tanto con la autoridad imperial como la papal.

## Biografía

### Primeros tiempos
La vida de Eutiquio está bien documentada mediante una completa biografía que se ha conservado intacta, escrita por su capellán Eustacio de Constantinopla. Nació en Theium en Frigia. Su padre, Alejandro, era un general que sirvió bajo el famoso comandante bizantino Belisario. Eutiquio se convirtió en monje en el monasterio de Amasía a la edad de 30 años. Como archimandrita en Constantinopla, era muy respetado por el patriarca Menas. También debió causar una gran impresión en el emperador Justiniano I, ya que a la muerte de Menas (25 de agosto de 552) fue nombrado el mismo día para sucederle en el cargo.

### Primer patriarcado
El papa Vigilio estaba en Constantinopla cuando Eutiquio se convirtió en patriarca. Eutiquio le envió una misiva anunciando su propio nombramiento y una completa profesión de fe ortodoxa de la Iglesia, entonces unida. Al mismo tiempo, el papa le instó a convocar y presidir un concilio ecuménico querido por el emperador Justiniano para respaldar la condena de la controversia de los Tres Capítulos. Vigilio primero dio y luego retiró su consentimiento a este concilio. A pesar de la negativa del papa, el concilio se reunió el 5 de mayo de 553 en Constantinopla, y Eutiquio compartió la preeminencia de la asamblea con el patriarca griego de Alejandría Apolinario y con Domnino, llamado Domno III de Antioquía. En la segunda sesión, el papa se excusó nuevamente por problemas de salud. El 14 de mayo, el papa envió un documento condenando sesenta proposiciones de Teodoro de Mopsuestia, pero rehusando la condena global de los Tres Capítulos. El concilio lo pasó por alto, y fue Eutiquio quien redactó los decretos del sínodo, que más tarde sería reconocido como el Quinto Consejo General, que finalizaría el 2 de junio de 553, con una recopilación de los decretos contra los Tres Capítulos. Finalmente, fue en una carta dirigida al patriarca Eutiquio y fechada el 8 de diciembre de 553 donde el papa Vigilio cedió para poder regresar a Roma.
Eutiquio, hasta ese momento, había apoyado al emperador en todo momento y había redactado el decreto del concilio contra los Tres Capítulos. El 24 de diciembre de 562, reinauguró, en presencia de Justiniano, la catedral de Santa Sofía (cuya cúpula se había derrumbado el 7 de mayo de 558, después del terremoto de diciembre de 557). Sin embargo, Eutiquio entró en una fuerte polémica con Justiniano en 564, cuando el emperador adoptó el dogma del aftartodocetismo, una secta de anticalcedonios que creían que el cuerpo de Cristo en la tierra era incorruptible (aftarthorá) y no sufría ningún dolor.
En 565, Justiniano envió el texto del edicto a los patriarcas para que lo firmasen pero Eutiquio, en un largo discurso, argumentó la incompatibilidad de las creencias  aftartodocetas con las Escrituras. El emperador insistió en que se suscribiera de todos modos, pero cuando Eutiquio se negó a hacerlo, Justiniano ordenó su arresto. El 22 de enero de 565, cuando Eutiquio estaba celebrando la fiesta de San Timoteo en la iglesia Pequeña Santa Sofía contigua al palacio Hormisdas, los soldados irrumpieron en la residencia patriarcal y le arrestaron con sus servidores.

### Arresto y exilio
A la noche siguiente, el patriarca fue arrestado y trasladado a un primer monasterio llamado Choracudis y al poco, al monasterio de San Hosia cerca de Calcedonia. Ocho días después, Justiniano convocó una asamblea de príncipes y prelados, y citó a Eutiquio. Los cargos en su contra eran triviales, que llevaba una vida inapropiada como que usaba ungüentos, comía 'carnes delicadas' y rezaba por largos períodos. Después de ser convocado tres veces, Eutiquio respondió que solo iría si fuera juzgado canónicamente, en su propia dignidad y bajo la dirección del clero. Condenado, fue enviado a una isla en la Propóntide llamada Prinkipos ('Isla del Príncipe'), y luego a su antiguo monasterio de Amasía, donde pasó 12 años y 5 meses. Justiniano le sustituyó, dando su cargo a Juan Escolástico.

## Regreso y segundo patriarcado
Tras la muerte de Juan Escolástico, el pueblo de Constantinopla exigió el regreso de Eutiquio. Justino II había sucedido a Justiniano en 565 y había asociado consigo al joven Tiberio. En octubre de 577, los emperadores enviaron una delegación a Amasía para traer a Eutiquio de regreso a Constantinopla. Narraciones contemporáneos afirman que cuando llegó a la ciudad, un grupo importante de personas se reunió con él, gritando en voz alta: 'Bienaventurado el que viene en el nombre del Señor' y 'Gloria a Dios en las alturas, en la paz de la tierra'. En imitación de la entrada de Jesús a Jerusalén (Mateo 21:1–11 y Juan 12: 12–18) a la ciudad en un asno, con vestimentas extendidas por el suelo y la multitud llevando palmas, bailando y cantando. Se ilusionó toda la ciudad, se realizaron banquetes públicos y se inauguraron nuevos edificios.
Al día siguiente se reunió con los dos emperadores y recibió un 'honor conspicuo' en la Iglesia de Santa María de las Blanquernas el 3 de octubre de 577. Luego se dirigió a la gran iglesia, subió al púlpito y bendijo a los asistentes. Le llevó seis horas dar la comunión porque toda la gente deseaba recibirla de sus propias manos.

### Creencias tardías y muerte
Hacia el final de su vida, Eutiquio mantuvo la opinión de que después de la resurrección el cuerpo será 'más sutil que el aire' y ya no será una cosa tangible. Esto se consideró herético, porque se tomó como una negación de la doctrina de la resurrección física y corporal. El futuro papa Gregorio Magno, que entonces residía en Constantinopla como apocrisiario, se opuso a esta opinión, citando a Lucas 24:39. El emperador Tiberio habló con los disputantes por separado e intentó reconciliarlos, pero la brecha de opiniones continuó.
Eutiquio murió apaciblemente el domingo después de Pascua, a la edad de 70 años. Algunos de sus amigos dijeron posteriormente al papa Gregorio que unos minutos antes de su muerte se tocó la piel de la mano y dijo: 'Confieso que en esta carne nos levantaremos de nuevo', (una cita aproximada de Job 19:26).
Entre sus alumnos se cuenta Eustratio de Constantinopla, que escribió un tratado contra el sueño del alma.

## Obras
Sus obras literarias conservadas son:
- Carta al Papa Vigilio (Jacques Paul Migne, Patrologia Latina, LXIX, 63, P.G. LXXXVI, 2401)
- Discurso sobre la Pascua, (fragmento) (Mai: Clase. Auct. X, 488, y Escrit. Vet. Nov Coll. IX, 623); y otros fragmentos encontrados en P. G., LXXXVI.